# NopCommerce
nopCommerceは、MS SQL 2005（以降）をバックエンド・データベースとし、ASP.NET MVC 4.0をベースとするオープンソースのEコマースソリューションである。nopCommerceはnopCommerceパブリックライセンスV3の下で利用可能であり、2008年10月より中小事業向けに公式に利用が開始された。nopCommerceはセキュアであり、スケーラブルであり、かつ拡張可能なEコマースプラットフォームである。nopCommerceには、ショッピングサイト・ページ、顧客、お気に入りリスト、ディスカウントやクーポンを管理するツールが備わっている。また、柔軟な税額管理、多言語をサポートしているばかりでなく、Authorize.net, PayPal, Google Checkout, 2Checkoutといった著名な課金ゲートウェイをサポートしており、さらにミディアム・トラスト・レベルで稼働が可能である。nopCommerceは、2010年並びに2011年のPackt Open Source E-Commerce賞のファイナリストになった
。また、Microsoft Web Platform Installerからインストールされるアプリケーションの中で、2019年現在ダウンロード数でベスト5に入っている。さらにCodePlexからダウンロードされるアプリケーションの中では、16位になっている。
日本語版については、2011年11月からデジパブ・ジャパン社より日本語パッケージが公開されている。

## 主な特徴

### 管理一般
- 主要モバイルデバイス (iOS, Android, BlackBerry, Windows等)への自動対応
- 商品、サプライアの分類管理
- カテゴリーは多層化可能であり、その階層数に制約がない
- 商品は多重分類可能
- ワンページチェックアウト可能
- 匿名チェックアウト可能
- ギフトカード・サポート
- 継続課金商品可能
- 多言語サポート
- 複数通貨サポート
- 重量、サイズ管理可能
- リアルタイム交換レート管理 (ECB)
- SSLサポート
- XMLファイルへのエクスポート
- アクセス・コントロール・リスト
- アクティビティ・ログ
- ライブ・チャット統合
- SMS認証
- テンプレートを利用した100%カスタマイズ可能なデザイン
- 電話受注サポート
- RMA (返品管理)
- 課金および配送可能な国の設定

### 商品管理
- 商品属性 (例　色、サイズ)
- 商品タグ
- チェックアウト時の設定 (例 «ギフト用包装» or «顧客からのメッセージ入力»)
- 顧客属性の設定 (例　«誕生日», «電話番号»)
- 顧客グループにより、個々の価格を設定可能
- (設定時)顧客からの入札価格を入力可
- 非登録ユーザに対して、価格を非表示にすることが可能
- １商品に複数の画像を設定可能
- 画像サイズの自動調整機能
- ダウンロード商品のサポート
- 商品に対するオプション・テキスト (例　モノグラム商品の頭文字やカスタマイズ商品用の名称等)
- 単一商品(書籍等)、多品種商品のサポート
- ディスカウントのサポート
- 商品検索
- 注目商品、割引商品、新着商品
- 目録トラッキング
- 特定商品の購入ボタンの無効化
- 商品スペック (例　プロセッサ、メモリ、グラフィックカード)
- 商品特性の比較(可能な場合)
- パンくずリスト

### マーケティングおよびプロモーション
- 購入ポイントシステム
- カテゴリー、サプライア、及び商品ごとにデザインを設定可能
- 関連商品のサポート
- マーケッティング管理 (キャンペーン)
- 送料無料の顧客グループを設定可能
- 非課税の顧客グループを設定可能
- ディスカウントのサポート
- クーポンのサポート
- ディスカウントは、額、パーセントともに可能 　例 500円引き又は20パーセントオフ
- クーポンの利用期間設定可能
- 顧客からのレビュー表示可能
- 商品レビューについて管理者の承認を必須とさせることが可能
- 商品レビューの貢献度評価 (「このレビューは参考になりましたか」)
- ディスカウントは商品に対し適用可能
- ディスカウントはカテゴリーに対し適用可能
- ディスカウントは注文合計に対して適用可能
- ディスカウントは顧客属性でフィルタ可能
- ボリューム・ディスカウント (多重価格)
- 最近追加されたページ RSS.
- 最近参照された商品ページ
- 送料無料オプション
- 検索エンジン向けURL
- URLの自動更新
- すべての商品、カテゴリー、サプライアが検索エンジン用の独自のメタタグ、ページタイトルを持つことが可能
- デフォルトのSEO用メタタグの設定可能
- ショッピングサイト・ニュースをサポート。ニュースRSS、ニュース・コメント
- 投票をサポート
- ショッピングサイト・ブログをサポート
- フォーラムをサポート
- アフィリエイトをサポート
- Froogle (google base), PriceGrabber / Yahoo Shopping, become.com 商品フィードをサポート
- XMLサイトマップ
- Emailのテンプレートをカスタマイズ可
- カテゴリー、サプライアおよび商品ページのレイアウト、デザインを完全にカスタマイズ可
- CMSトピックス
- パンくずリストによる簡単なサイトナビゲーション
- "閉店"設定可
- QuickBooks統合
- Google AdSense統合

### 配送管理
- リアルタイム送料管理: UPS, USPS
- 注文総額による送料計算
- 注文重量による送料計算
- 国別および総注文重量による送料計算
- 送料無料の設定
- 管理者定義による配送方法 (例 トラック便、翌日便、翌々日等)
- ダウンロード商品のサポート
- 配送不要商品のサポート (例 サービス)
- 送料無料の顧客グループの指定

### 税額管理
- 州別課税
- 国別課税
- 郵便番号別課税
- StrikeIron 課税計算サービス
- 個々の商品に対して、課税、非課税を設定可能
- 商品によってサポートされる課税クラス (例 商品、サービス、酒類など)
- 非課税の顧客グループの指定
- VATのサポート
- 課税基準の選択可能: 支払元/配送先/デフォルト/配送元
- 内税外税の指定可能
- 課税額の表示方法の選択可能 (内税外税)
- 配送費が課税対象かを選択可能
- 配送費に税を含むか否か選択可能
- 税額０を非表示とするか否か選択可能
- 表示価格に税が含まれている場合、小計に税額を表示するか否かを選択可能

### 支払手段、ゲートウェイ
- 代引き
- 購入注文
- 小切手、為替
- 主要クレジットカードおよびデビットカード
- 店舗側は顧客の認証までとすることも、クレジットカードによる決済の捕捉も含めることも可能。配送時の支払の捕捉まで行うことも可能。
- リアルタイム又はオフラインによるクレジットカード処理
- 人手による処理 (コレクト注文やオフライン処理の注文情報)
- Authorize.NET
- Google Checkout
- Moneybookers
- PayPal Standard
- PayPal Website Payments Pro (Direct)

### 顧客サービス
- 顧客は、Emailもしくはユーザ名のいずれかで登録・ログインが可能
- お気に入りリスト
- 顧客は注文履歴、配送状況を参照可
- 顧客は住所データを保持
- 注文確認メールのカスタマイズ可
- 顧客は配送先、請求先を複数登録可
- 顧客属性設定可 (グループも設定可)
- タイムゾーンをサポート
- フォーラム利用可
- パスワード再設定
- アカウントの登録／アクティブ化のタイプ設定
- 自動登録 (認証なし)
- 登録時のEmailアドレス検証
- 「お友達にメール」の機能
- 商品の比較リスト (設定時)
- ニュース RSS
- 最近登録された商品 RSS.
- コンタクト(連絡)フォーム

## 参照
- List of Open Source eCommerce Software
- Comparison of shopping cart software